# 고덕면 (예산군)
고덕면(古德面)은 대한민국의 충청남도 예산군에 설치된 면이다.

## 개요
고덕면은 예산군의 서북부에 위치하며, 동쪽은 신암면, 서쪽은 봉산면, 남쪽은 삽교읍, 덕산면, 북쪽은 당진시 합덕읍, 면천면과 경계를 이루고 있다. 비옥한 예당평야의 중심부에서 생산된 품질 높은 황금쌀과 구릉지 야산을 이용하여 당도 높고 맛과 향이 뛰어나 각광을 받는 예산사과의 생산지로 유명한 고장이다.

## 연혁
- 1914년 4월 1일 부·군·면 폐합에 따라 덕산군 고현내면(석곡, 신동 등 17개 리), 도용면의 11개 리, 거등면의 3개 리, 고산면의 21개 동리와 대오지면의 하룡리를 병합·편입하여 예산군 고덕면이라 칭하고, 26개 리로 개편하여 관할하여 왔으며, 1991년에 27개 리로 개편되었고, 1996년에 다시 28개 리로 개편(용3리 분구)되어 현재에 이르고 있으며, 고덕면이라 불리게 된 이유는 고현내면의 ‘고(古)’자와 덕산현의 ‘덕(德)’자를 따서 고덕(古德)이라 불렀다고 한다.

## 학교
- 고덕초등학교 (대천리)
- 구만초등학교 (구만리)
- 예덕초등학교 (몽곡리)
- 고덕중학교 (대천리)

## 행정 구역
| 법정리 | 행정리                    | 비고                   |
| ------ | ------------------------- | ---------------------- |
| 구만리 | 구만1리, 구만2리, 구만3리 |                        |
| 대천리 | 대천1리, 대천2리, 대천3리 | 면 행정복지센터 소재지 |
| 몽곡리 | 몽곡1리, 몽곡2리          |                        |
| 사리   | 사1리, 사2리              |                        |
| 상궁리 | 상궁1리, 상궁2리, 상궁3리 |                        |
| 상몽리 | 상몽1리, 상몽2리          |                        |
| 상장리 | 상장1리, 상장2리          |                        |
| 석곡리 | 석곡1리, 석곡2리, 석곡3리 |                        |
| 오추리 | 오추리                    |                        |
| 용리   | 용1리, 용2리, 용3리       |                        |
| 지곡리 | 지곡리                    |                        |
| 호음리 | 호음1리, 호음2리          |                        |